# Sh2-187
Sh2-187 è una nebulosa diffusa visibile nella costellazione di Cassiopea.

## Osservazione
Si individua circa 1,5° a nord della stella δ Cassiopeiae (Ruchbah), una delle stelle componenti l'asterismo a "W" caratteristico della costellazione; le sue dimensioni sono ridotte, dell'ordine di circa 10', e può essere osservata con un potente telescopio amatoriale. La regione in cui si trova appare oscurata da diversi filamenti di polveri non illuminate, e la stessa nebulosa si mostra divisa in due sezioni da una banda oscura trasversale. Il periodo più adatto per la sua osservazione nel cielo serale corrisponde ai mesi autunnali per l'emisfero boreale, da cui si presenta circumpolare fino alle latitudini subtropicali; dall'emisfero australe può essere osservata solo dalla fascia tropicale.

## Caratteristiche
Si tratta di una regione H II situata sul bordo più esterno del Braccio di Orione; visivamente sembra circondata dalla nebulosa oscura LDN 1317. La distanza è stata stimata tramite studi spettrofotometrici in circa 1440 parsec (4700 anni luce), tramite l'osservazione delle stelle eccitatrici dei gas di questa e di altre nubi circostanti; la sua posizione coincide con quella della sorgente 2MASS J 01230704+6151527. La nube appartiene a un grande complesso molecolare al cui centro si trova un getto molecolare ad alta velocità, originato da una sorgente di radiazione infrarossa catalogata come S 187 IRS, situata molto vicina ad un'altra forte sorgente, IRAS 01202+6133. La parte visibile della nube è circondata da un esteso involucro di idrogeno neutro, individuabile a lunghezze d'onda diverse da quella visibile, la cui massa totale può essere stimata in circa 7600 M☉. La sua età può essere stimata invece attorno ai 100-200 000 anni.
Le evidenze della presenza di fenomeni di formazione stellare possono essere individuate nelle numerosissime sorgenti infrarosse scoperte nella nebulosa, come quelle appena citate compreso il getto molecolare; in particolare, una delle sorgenti più potenti è IRAS 01202+6133, inserita in profondità in un denso bozzolo luminoso ben individuabile agli infrarossi (S 187 IRS), la cui controparte in luce visibile è nota come S187Hα: si tratterebbe di una stella Ae/Be di Herbig.